# 市民日報
『市民日報』（しみんにっぽう、ポルトガル語: Jornal do Cidadão）は、中華人民共和国マカオ特別行政区で発行されている新聞。『澳門日報』、『華僑報』と並んで、マカオの主要な中国語の新聞（華字紙）のひとつとされる。
2002年には、ウェブサイトを開設しており、現在の販売価格は1部2元（マカオ・パタカ）である。

## 歴史
1944年8月15日、小説家でもあった何曼公（1909年-2010年）が創刊して社長となり、編集総責任者に陳霞子（1905年-1979年）を据えた。
『市民日報』は、創刊直後にはもっぱら新聞小説が内容の中心であったが、数か月後からは国際ニュースや地元のニュースも掲載されるようになり、さらにその後にはスポーツ・ニュースも掲載されるようになった。
1992年からはコンピュータを用いたレーザー製版による印刷が導入された。
この新聞は、2003年にマカオのカジノ運営会社である澳門博彩控股に買収され、その後の紙面は質的にも量的にも良くなっているとされているが、一方では、ニュース、評論、広告など様々なところで、親会社におもねる傾向があるともいう。
2010年5月29日、公式ウェブサイトにトルコ人らしきハッカーが侵入し、サイトの正常な運用ができなくなり、台湾の通信社である中央通訊社は、マカオのメディアのウェブサイトが攻撃された初めての事例であるこの一件は、政治的動機によるハッカーの侵入だった可能性がある、と報じた。